# Takayuki Yamaguchi
Takayuki Yamaguchi (山口 貴之 Yamaguchi Takayuki?), född 1 augusti 1973 i Tokyo prefektur, är en japansk före detta fotbollsspelare.
Yamaguchi började sin karriär 1992 i Verdy Kawasaki. Efter Verdy Kawasaki spelade han för Brummell Sendai, Kyoto Purple Sanga, Vissel Kobe, Gamba Osaka, Thespa Kusatsu, Sagan Tosu och FC Machida Zelvia. Han avslutade karriären 2008.